# Liste von Kunstwerken im öffentlichen Raum in Olten
Dies ist eine Liste von Kunstwerken im öffentlichen Raum in Olten. Sie enthält öffentlich zugängliche Objekte in Olten (Kanton Solothurn, Schweiz).
| Foto                                                                                             |                 | Objekt                                                           |  | Typ                             |  |         | Teil von                      | Standort                                          | Künstler                    | Datierung            | Beschreibung |
| ------------------------------------------------------------------------------------------------ | --------------- | ---------------------------------------------------------------- |  | ------------------------------- |  | ------- | ----------------------------- | ------------------------------------------------- | --------------------------- | -------------------- | --- |
| Brunnen bei der Stadtkirche                                                                      | Datei hochladen | Brunnen bei der Stadtkirche • Kronenbrunnen                      |  | Brunnen                         |  | Brunnen | Stadtkirche St. Martin        | Baslerstrasse ·                                   | Rust & Bauman               | 1834                 | Bis 1934 beim Gasthaus Zur Krone |
| Obelisk von 1905: Seiten gewidmet Martin Disteli, links, und Josef Munzinger, rechts (Foto 2019) | Datei hochladen | Obelisk                                                          |  | Denkmal, Obelisk                |  | Denkmal |                               | Amthausquai ·                                     |                             | 1905                 | Errichtet 1905 in Erinnerung an Josef Munzinger (1791–1855), Johann Jakob Trog (1807–1867), Martin Disteli (1802–1844), Ildefons von Arx (1755–1833) |
| Portal St. Martinshof                                                                            | Datei hochladen | Portal St. Martinshof                                            |  | Portal                          |  |         | St. Martinshof                | Ringstrasse 37 ·                                  |                             |                      | |
| BW                                                                                               | Datei hochladen | Grabmal Niklaus Riggenbach                                       |  | Büste, Grabmal                  |  | Denkmal | Stadtpark Olten               | Hagbergstrasse ·                                  | Jakob August Heer (Entwurf) | 1899                 | Grab von Niklaus Riggenbach (1817–1899), letztes des 1918 aufgehobenen Burgfriedhofs                                                                 |
| Gedenktafel Johann Jakob Speiser                                                                 | Datei hochladen | Gedenktafel Johann Jakob Speiser                                 |  | Gedenktafel                     |  | Denkmal | Bahnhof Olten                 | Bahnhofstrasse                                    |                             |                      | Die Widmungstafel auf Perron 7 des Bahnhofs Olten war ursprünglich am Südportal des Hauenstein-Tunnels angebracht.                                   |
| Remonte!                                                                                         | Datei hochladen | Remonte!                                                         |  | Skulptur                        |  |         | Bahnhofbrücke Olten           | Amthausquai ·                                     | Otto Charles Bänninger      | 1961                 | |
| Toulouse                                                                                         | Datei hochladen | Toulouse                                                         |  | Tierplastik Bronze              |  |         | Kaplaneiplatz                 | Kaplaneiplatz ·                                   | Norbert Eggenschwiler       |                      | Katze auf Sockel mit Inschrift Toulouse, der König von Olten                                                                                         |
| Dorfbrunnen                                                                                      | Datei hochladen | Dorfbrunnen                                                      |  | Brunnen                         |  | Brunnen |                               | Gryffenplatz/Kirchgasse 14 ·                      |                             |                      | |
| Bahnhofbrunnen                                                                                   | Datei hochladen | Bahnhofbrunnen                                                   |  | Brunnen                         |  | Brunnen |                               | Bahnhofquai ·                                     |                             |                      | |
| Eber                                                                                             | Datei hochladen | Eber                                                             |  | Tierplastik                     |  |         |                               | Ausgang Winkelunterführung bei der Alten Brücke · | Jakob Probst                | 1961                 | |
| Teufelsakrobat von Raymond-Émile Waydelich, 1992 (Foto 2005)                                     | Datei hochladen | Teufelsakrobat und Jongleur                                      |  | Statuengruppe                   |  |         |                               | SEGA-Gebäudedach, Baslerstrasse 100 ·             | Raymond-Émile Waydelich     | 1992                 | Teufelsakrobat auf dem Dach (Jongleur im Gebäudeinnern)                                                                                              |
| Krieger                                                                                          | Datei hochladen | Krieger • Hodler-Denkmal oder Marigiano-Krieger                  |  | Skulptur                        |  |         | Stadtpark Olten               | Stadtpark, Seite Baslerstrasse ·                  | Jakob Probst                | 1944/1945            | 1955 als Soldatendenkmal durch General Henri Guisan eingeweiht                                                                                       |
|                                                                                                  | Datei hochladen | Dreibeiniger Mondaff                                             |  | Skulptur Aluminium              |  |         |                               | Aarauerstrasse 30                                 | Franz Eggenschwiler         |                      | |
|                                                                                                  | Datei hochladen | Gewässerschutzplastik                                            |  | Plastik Polyester               |  |         |                               | Bahnhofquai                                       | Gillian White               | 1968–1970            | |
|                                                                                                  | Datei hochladen | Vorlage:WLPA-CH-Zeile name= ist Pflichtparameter                 |  | Wandbild                        |  |         | Kaplaneiplatz                 | Kaplaneiplatz/Hauptgasse 3 ·                      | Guignard                    |                      | |
| Wirtshausschild Löwen                                                                            | Datei hochladen | Wirtshausschild Löwen                                            |  | Hausschild                      |  |         | Zunfthaus zum Löwen           | Hauptgasse 6 ·                                    |                             |                      | |
|                                                                                                  | Datei hochladen | Struktur 1                                                       |  | Installation Bambus, Polyester  |  |         | Kantonsspital Olten           | Baslerstrasse 150                                 | Marcel Peletier             | 2005                 | |
|                                                                                                  | Datei hochladen | Topografie                                                       |  | Beton                           |  |         | Kantonsspital Olten           | Baslerstrasse 150                                 | Urs Jost                    | 2002                 | |
| Der letzte Frohburger                                                                            | Datei hochladen | Der letzte Frohburger                                            |  | Wandbild                        |  |         | Rathskeller Olten             | Klosterplatz 5 ·                                  | Emil Kniep                  | 1906                 | Sage um den Grafen von Frohburg |
| Auszug der Oltner in den Bauernkrieg 1653                                                        | Datei hochladen | Auszug der Oltner in den Bauernkrieg 1653                        |  | Wandbild                        |  |         | Rathskeller Olten             | Fröschenweid/Hauptgasse ·                         | Emil Kniep                  | 1906                 | |
| Kilometer Null                                                                                   | Datei hochladen | Kilometer Null                                                   |  | Denkmal                         |  | Denkmal | Bahnhof Olten                 | Bahnhofstrasse ·                                  |                             | 1856                 | |
| Hauptpost Olten und ATEL Gebäude links mit Relief an der Fassade (Foto 2014)                     | Datei hochladen | Velocità e comunicazioni                                         |  | Aluminium                       |  |         | Verwaltungsgebäude ATEL       | Bahnhofquai 12                                    | Remo Rossi                  | 1953                 | |
| Hammerbrunnen                                                                                    | Datei hochladen | Hammerbrunnen                                                    |  | Brunnen                         |  | Brunnen | Bahnhof Olten Hammer          | Stationsstrasse 28 ·                              |                             | 1935                 | |
| Denkmal für Max Cartier                                                                          | Datei hochladen | Denkmal für Max Cartier                                          |  | Denkmal                         |  | Denkmal | Flugplatz Olten               | Gheidweg 73                                       |                             | ca. 1930             | Für Max Cartier (1896–1928), eingeweiht 22. Juli 1930                                                                                                |
| Brunnen am Stadtturm                                                                             | Datei hochladen | Brunnen am Stadtturm • Alter Oberer Brunnen; Oberer Brunnen      |  | Brunnen                         |  | Brunnen | Stadtturm                     | Marktgasse 28/Ildefonsplatz ·                     |                             | vermutlich nach 1700 | vor 1860 Ecke Hauptgasse/Hintere Gasse; möglicherweise ältester Brunnen der Stadt                                                                    |
| BW                                                                                               | Datei hochladen | Oberer Brunnen • Neuer Oberer Brunnen; Ehemaliger Oberer Brunnen |  | Brunnen                         |  | Brunnen |                               | Dornacherstrasse ·                                |                             | 1860                 | vor 1930 Ecke Hauptgasse/Hintere Gasse |
| BW                                                                                               | Datei hochladen | Unterer Brunnen • Neuer Nyderer Brunnen                          |  | Brunnen                         |  | Brunnen | Altes Rathaus/Stadtbibliothek | Hauptgasse 12 ·                                   |                             | 1975, 1982           | ersetzte den "nyderen Brunnen". Trog älter. |
| BW                                                                                               | Datei hochladen | Kaplanei-Brunnen                                                 |  | Brunnen                         |  | Brunnen | Kaplaneiplatz                 | Kaplaneiplatz ·                                   |                             | 1876                 | Renoviert 1980 |
| BW                                                                                               | Datei hochladen | Marktbrunnen                                                     |  | Brunnen, Statue Bronze (Statue) |  | Brunnen |                               | Oberer Graben 5 ·                                 | Eduard Spörri               | 1966                 | |
| Die Lokomotive C 5-6 Nr. 2958 in Romanshorn (Foto 2014)                                          | Datei hochladen | Denkmal-Lokomotive C5/6 2958                                     |  | Denkmal                         |  | Denkmal | Bahnhof Olten                 | Bahnhofstrasse                                    |                             | 1973                 | SBB C 5/6; entfernt 1996, später im Locorama in Romanshorn                                                                                           |